# Stebnícka Huta
Stebnícka Huta és un poble i municipi d'Eslovàquia. Es troba a la regió de Prešov, al nord del país.

## Història
La primera referència escrita de la vila data del 1600.

## Demografia
| Godina             | 1994 | 2004   | 2014   | 2024    |
| ------------------ | ---- | ------ | ------ | ------- |
| Nombre de persones | 242  | 253    | 234    | 194     |
| Diferència         |      | +4,54% | −7,50% | −17,09% |

| Godina             | 2023 | 2024 |
| ------------------ | ---- | ---- |
| Nombre de persones | 194  | 194  |
| Diferència         |      | +0%  |